# Disident Arnož in njegovi
Disident Arnož in njegovi je drama Draga Jančarja, ki jo je napisal leta 1982. Osnovana je na podlagi biografske zgodbe utopičnega socialista Andreja Smolnikarja. Delo tematizira ideološki fanatizem. Dogajanje je postavljena v leto 1830. Prvo dejanje se odvija v tiskarni na Slovenskem, drugo dejanje pa na svinjerejski farmi v bližini Bostona v Ameriki.

## Okoliščine nastanka dela
Drama je nastala v 80. letih 20. stoletja. Dogajanje se odvija okoli leta 1830 in tematizira zelo pomembno obdobje v zgodovini slovenskega naroda, ko se je le-ta začel formirati kot narod. V strahu pred oblastjo je avtor na začetku drame napisal, da je delo romantični proizvod, ki ima s Smolnikarjem in še z nekaterimi njegovimi sodobniki le malo skupnega. Kljub temu, da gre za izvrstno umetniško delo, pa je drama le stežka prišla na jugoslovanski gledališki festival v Novem Sadu leta 1982.

## Osebe
- Andrej Arnož, profesor
- Ignacij Detela, trgovec
- Jernej Wolf, tiskarnar
- Ana, njegova sestra
- Sebastijan, Pavel, Janez, študentje
- Krištof Pajek, policijski ravnatelj
- Mihael Vončina, njegov pomočnik
- Ksaver, učitelj in organist
- Kronarca, častilka Device Marije
- Guverner, farmar
- kronarce, ljudstvo, policaj

## Povzetek

### Prvo dejanje
Arnož in Ignacij sta v tiskarni, kjer Wolf tiska ilegalne letake, ki naj bi vzdramili ljudi. Pridejo Arnoževi študentje, ki so razdeljevali letake, za njimi policija. Pajek pridrži tiskarja Wolfa in pritisne nanj, da bi pričal zoper Arnoža. Ker Wolf z njimi ne sodeluje, ga zaprejo. Arnož se s tem noče ukvarjati. Ana, ki je zaljubljena v Arnoža, ga prepriča, da skuša doseči Wolfovo izpustitev. Pajek mu cinično pove, da bo Wolf zaprt, dokler Arnož ne bo pristal na avtocenzuro. Tedaj pridejo študentje z vestjo, da so Arnoža vrgli s fakultete. Pritisk policije se stopnjuje, Vončina surovo zaslišuje Ksaverja in eno od Kronarc, nato s pomočniki povsem uničijo tiskarno. Arnoža ponoči obišče Pajek in mu predoči "edino realno dilemo": kaos ali red, anarhija ali država - na tem kosu zemlje pa je prostora le za eno stran. Arnož skliče svoje zveste in objavi, da obstaja dežela, kjer ne teptajo resnice. Dežela svobode - Amerika!

### Drugo dejanje
Disidenti so v Ameriki ustanovili združbo svobodnih ljudi, kjer so vsi enakovredni. Preživljajo se s svinjerejo. Vsi delajo, le Arnož je prost, da lahko piše knjigo, s pomočjo katere bodo razširili svoje ideološke ideje. Arnož pisanje knjige odlaga, vse ga moti. Guverner, ki je v Ameriki predstavnik kapitalistične oblasti Arnožu zabiča, da ljudje ne potrebujejo svobode, ampak varnost in red, za kar s trdo roko skrbi sam in bo skrbel še naprej. Tiskarja Wolfa v tem času izpustijo iz zapora. Ker zaradi sodelovanja z Arnožem nima več pogojev za normalno življenje, se obesi. Arnož prebere, da so njegove tiske zaplenili v Trstu, zato izjavi iz Cerkve izobčuje avstrijskega cesarja.
Arnoževo dejanje je povzročilo bojkot, farma je resno ogrožena, Ksaver besni, da ne bo dopustila propada farme zaradi zmešanih preroških fantazij. Na Arnoževi strani je le še Ignacij, pa tudi njemu zmanjkuje poguma, ko vidi voditeljevo propadanje: Arnož začne piti, ima preganjavice in grozi, da bo iz [[Cerkev[Cerkve]] izključil samega papeža. Guverner zahteva, da naj Arnož izobčenje prekliče; za seboj potegne tudi druge. Med očitki pride do prerivanja in Ksaver ponesreči zabode Ignacija. Vsi so pretreseni, Ksaver pa prevzeme pobudo in na posestvu uvede red. Arnož bo čez dan delal, zvečer pa pisal. Ksaver pove Arnožu, da je sedaj svoboden.

## Prevodi v tuje jezike
- srbščina: Disident Arnož i njegovi, 1982
- češčina: Profesor Arnož a ti jeho, 1986

## Družbena kritika v delu
V drami prevladuje politična družbena kritika. Predstavljeni so trije politični sistemi. Prvi sistem je totalitaristični politični sistem. Totalitarizem pojmuje sam sebe kot cilj zgodovinskega razvoja, se pravi kot stanje, ki se ne bo več radikalno spremenilo, temveč se bo samo še izpopolnjevalo. Arnož se s svojimi idejami bori proti totalitarnemu okolju, ki ne dopušča notranje svobode mišljenja. Totalitaristični politični sistem zanima samo red in mir in mu je za kakršnekoli ideje posameznikov malo mar. Skozi lik Guvernerja je Jančar pokritiziral kapitalistično logiko oziroma kapitalizem. Svet prikazan v Ameriki namreč ne temelji več na idejah, temveč na kapitalu in tržni logiki, na birokratskem sistemu in odločno zavrača vsakršne ideje in mesianistične zamisli o spreminjanju sveta.  Tretji predstavljeni sistem je sistem komune, v kateri velja enakost. V Ameriki so Arnož in njegovi pripadniki ustanovili naselbino, v kateri so načeloma vsi svobodni, enaki in enakopravni, v praksi pa temu ni tako. Arnož namreč nič ne dela, ves čas le pije in se pritožuje. Ksaver se Arnožu na koncu drame ravno zaradi njegove slabe storilnosti upre in Arnoževe sanje razglasi za norost.
Ksaver v drami zagovarja enakost, svobodo in red. Ksaver pravi: Nobene anarhije ne bo tukaj! Nihče ne bo kričal! Nihče ne bo delal zgage!  Trdi, da družba za uspešno delovanje potrebuje red: Jaz pa vem, kaj hoče ljudstvo. Več reda hoče.  Ksaver razume, da red omogoča ljudem orientacijo (vrednote), kar je za družbo nujno, če hoče obstajati in napredovati. Ksaver ni pristaš oblasti. Verjame, v uspeh brez oblasti. Na koncu drame Ksaver ne postavi samega sebe za oblast, ker noče biti oblast. Hoče le red, ki bo omogočil uspešno delovanje farme. Red pa se lahko vzpostavi skozi enakopravno sodelovanje. Ksaver sklene svojo idejo ureditve v naslednji repliki:  Tukaj bo red. /…/ In tako vam povem: tukaj ne bo nihče norel. Nihče več ne bo nor in nihče več ne bo sanjal tam po polju ali kje že. Tukaj bomo delali. Vsi. Tudi ti Arnož. Zvečer boš pa lahko bral. Kar boš hotel, boš lahko bral. 
V drami zasledimo tudi kritiko apatičnega ljudstva, ki zgolj sledi svojemu voditelju in njegovih dejanj in zahtev kritično ne pretresa. Prav tako je prisotna kritika posameznikov, ki hlepijo po oblasti. V delu se nam skozi trke posameznikov z oblastjo razkrijejo problemi politične policije, cenzure in nadzora kot principi delovanja nekaterih totalitarnih sistemov ter problemov, do katerih pride, ko je moč utemeljena zgolj na kapitalu.

## Uprizoritve
- premiera 22. januar 1982, SNG Drama Ljubljana, režija: Zvone Šedlbauer
- 1984, SNG Maribor, režija: Aleš Jan

## Nagrade
- Grumova nagrada za najboljše slovensko dramsko besedilo sezone 1982
- Sterijeva nagrada za najboljše dramsko besedilo (Sterijino pozorje) 1982
- Borštnikova nagrada z diplomo za dramsko igro Staneta Potiska za vlogo Andreja Arnoža